# Ващук Ольга Миколаївна
Ольга Ващук (нар. 13 серпня 1987 р.) — українська (до 2014 р.) та турецька (з 2014 р.) гандболістка, яка виступає за турецький клуб Ардешен ГСК. Виступала за збірну України (до 2014 року).
Раніше вона була в македонській команді «Металург».